# Tommy Whittle
Tommy Whittle (13. října 1926 Grangemouth, Skotsko – 13. října 2013) byl britský jazzový saxofonista. Ve svých dvanácti letech začal hrát na klarinet a když byl o rok starší, přešel k tenorsaxofonu. V letech 1946–1952 působil v kapele pozounisty Teda Heatha a spolupracoval i s dalšími hudebníky, mezi které patří Ronnie Scott nebo Kenny Wheeler. V roce 1973 hrál v jedné skladbě z alba For Girls Who Grow Plump in the Night britské progresivní rockové skupiny Caravan. Jeho manželkou byla zpěvačka Barbara Jay. Zemřel na v důsledku zápalu plic v den svých sedmaosmdesátých narozenin.